# Ellipteroides (Progonomyia) ovalis
Ellipteroides (Progonomyia) ovalis is een tweevleugelige uit de familie steltmuggen (Limoniidae). De soort komt voor in het Neotropisch gebied.